# Homecoming (Fernsehserie)/Staffel 1
Die erste Staffel der US-amerikanischen Fernsehserie Homecoming ist auf Deutsch seit dem 22. Februar bei Amazon Prime Video abrufbar.

## Episoden
| Nr. (ges.) | Nr. (St.) | Deutscher Titel | Originaltitel | Drehbuch                      |
| --- | --------- | --------------- | ------------- | ----------------------------- |
| 1 | 1         | Pflichtprogramm | Mandatory     | Eli Horowitz, Micah Bloomberg |
| Der Soldat Walter Cruz verlässt 2018 nach mehreren Pflichteinsätzen das Militär und meldet sich freiwillig in der Hilfseinrichtung Homecoming, die ehemaligen Bediensteten bei der möglichst reibungslosen Wiederintegration in ein bürgerliches Leben hilft. Seine Beraterin bei Homecoming ist Heidi Bergman, deren Vorgesetzter Colin Belfast Druck auf sie ausübt, ihr schnellstmöglich bestimmte Daten zu dem Hilfsprogramm zur Verfügung zu stellen. 2022 arbeitet Heidi als Kellnerin in einem Schnellrestaurant und wird dort von Thomas Carrasco aufgesucht, der im Auftrag des Verteidigungsministeriums ermittelt. Er befragt sie wegen einer alten Beschwerde eines Mitarbeiters, dass Cruz dort gegen seinen Willen festgehalten worden sei, allerdings antwortet Heidi, dass sie sich nicht erinnern könne. |           |                 |               |                               |
| 2 | 2         | Ananas          | Pineapple     | Eli Horowitz                  |
| 2018 lässt sich Cruz wie geplant durch Homecoming behandeln, inklusive der täglichen Medikation. Sein zynischer Freund Joseph Shrier, mit dem er einst gedient hat, scheint paranoid zu sein und bezweifelt, dass sie dort sind, um tatsächlich Hilfe zu erhalten. Seit ihrer Ankunft bei Homecoming per Militärflug glaubt Shrier, dass sie nicht einmal in Florida sind, außerdem hat er seine täglichen Pillen nicht eingenommen. Wegen eines zum Essen servierten Ananas-Gerichts äußert Shrier ggü. Cruz den Verdacht, dass sie manipuliert werden, um zu denken, sie seien in Florida, danach bricht er im Essensraum lautem Geschrei aus. 2022 befragt Carrasco die Mutter von Cruz, Gloria Morisseau, welche auch unkooperativ ist, aber sich überrascht darüber zeigt, dass Heidi Bergman sich an Cruz nicht erinnern könne. Carrasco informiert seine Vorgesetzte über seine Erkenntnisse. |           |                 |               |                               |
| 3 | 3         | Optisch         | Optics        | David Wiener                  |
| 2018 lässt sich Cruz durch Shrier davon überzeugen, sich nach außerhalb des Homecoming-Gebäudes zu begeben. Shrier stiehlt einen Van, mit dem sie stundenlang umherfahren, ohne jemandem zu begegnen. Dann erreichen sie eine scheinbar leere Innenstadt, ehe sie davon überzeugt werden, dass es sich dabei um eine Ruhestandsgemeinschaft handelt. Daraufhin wird Shrier aus dem Homecoming-Programm ausgeschlossen. Belfast möchte, dass auch Cruz geht, aber Bergman überzeugt ihn davon, dass es für das Programm besser wirkt, wenn Cruz es nach einigen anfänglichen disziplinarischen Problemen erfolgreich durchläuft. 2022 trifft sich Bergman mit ihrem ehemaligen Freund Anthony, der sie daran erinnert, wie ihre Hingabe zu ihrer beruflichen Karriere inkl. der ständigen Anrufe von ihrem Chef zum Ende ihrer Beziehung führte. Anthony zeigt sich erstaunt, als Heidi sich nicht an Belfast erinnern kann. Trotz des Drucks, den Fall zu schließen, folgt Carrasco seinem Verdacht und untersucht Homecoming weiterhin. In archivierten Dokumenten entdeckt er, dass Cruz und Bergman Homecoming beide am selben Tag, dem 15. Mai 2018, verlassen haben, als Cruz wegen Gewalttätigkeit ausgeschlossen und Bergman ins Krankenhaus eingewiesen wurde. |           |                 |               |                               |
| 4 | 4         | Redwood         | Redwood       | Micah Bloomberg               |
| 2018 regt sich Cruz darüber auf, dass Shrier ausgeschlossen und seine Sachen weggeschmissen wurden, inklusive der Mundharmonika, die Lesky gehörte, der einst auch Teil ihrer Einheit war. Bergman gibt Cruz das Instrument zurück und Cruz erzählt ihr, wie Lesky bei einer Bombenexplosion getötet wurde, nachdem Cruz ihn einem anderen Fahrzeug zugewiesen hatte. Cruz spricht mit seiner Mutter, die besorgt über ihn und sein unklares Verhalten ist. 2022 begibt sich Carrasco zur Geist-Firmengruppe, von der Homecoming einst betrieben wurde, und spricht mit Belfast, der sich aber weder an Homecoming noch an Bergman erinnern kann. Bergman ist schockiert darüber zu erfahren, dass sie einst ins Krankenhaus kam und signifikante Erinnerungslücken hat. Sie findet ihr altes Telefon wieder und bemerkt, dass Belfast sie ständig angerufen hatte. Daraufhin ruft sie ihn an, aber er legt sofort wieder auf. |           |                 |               |                               |
| 5 | 5         | Helfen          | Helping       | Cami Delavigne                |
| 2018 spielen sich Bergman und Cruz gegenseitig einige Streiche. Einer davon beinhaltet, dass Cruz Heftgeräte, Stifte und andere Dinge von Bergmans Schreibtisch, die sie gern zwanghaft dort anordnet, in zufälligen Winkeln anzuordnen und sie für Bergman so zu hinterlassen. Ein anderer besteht daraus, einen lauten, drinnen gehörten Pelikan von außen in Bergmans Büro zu bringen, dessen Schreie die Sitzungen der beiden unterbrechen. Belfast erfährt, dass Bergman Cruz dessen Mundharmonika zurückgegeben hat und macht sie danach telefonisch auf den Zweck von Homecoming aufmerksam, der darin besteht, Posttraumatische Belastungsstörungen mittels Medikamentation auszumerzen und schädliche Antworten auf traumatische Erinnerungen auszulöschen. Belfast belehrt Bergman darüber, dass sie ein Objekt zurückgegeben hat, das Cruz an die Erinnerungen denken lässt, die sie auszumerzen versuchen. 2022 spürt Carrasco Shrier auf, der offenbar mental abbaut und aussagt, dass er Cruz vor Bergman gewarnt habe und dass sie alles gewusst habe. Belfast begibt sich nach Tampa, um Bergman an ihrem Arbeitsort einzuschüchtern, aber ist schockiert und danach erleichtert zu erfahren, dass sie ihn gar nicht wiedererkennt. Als er zufällig bemerkt, dass auch Carrasco schon dort gewesen ist, ist er alarmiert. |           |                 |               |                               |
| 6 | 6         | Spielzeug       | Toys          | Shannon Houston               |
| 2018 und zwei Wochen, nachdem sie nichts mehr von ihrem Sohn gehört hat, findet Walter Cruz’ Mutter Gloria heraus, dass das Homecoming von der Geist-Gruppe geführt wird. Sie glaubt, dass Geist, welche auch Hersteller verschiedener Haushaltreiniger ist, andere Motive für Walters Aufenthalt dort hat. Sie begibt sich nach Tampa und überzeugt ihn davon, Homecoming zu verlassen, lässt sich dann aber von Heidi Berman wieder davon überzeugen, dort zu bleiben. Als Gloria allein nach Hause fährt, ruft sie eine Hotline des Verteidigungsministeriums an und gibt vor, eine Homeland-Angestellte zu sein; sie beschwert sich anonym darüber, dass Walter Cruz dort gegen seinen Willen festgehalten werde. 2022 folgt Belfast Bergman, die sich nach wie vor nicht an ihn erinnern kann, in einen Waschsalon und beginnt mit ihr zu flirten. Er stellt sich ihr mit dem falschen Namen Hunter und gibt vor, für das Militär gearbeitet zu haben, eben aus Afghanistan zurückgekehrt und nun von seiner Frau verlassen worden zu sein. Belfast hat mit Bergman eine Verabredung und schläft mit ihr zusammen. Dann vertraut sie ihm an, dass etwas falsch ist, sie aber nicht weiß, was es ist. |           |                 |               |                               |
| 7 | 7         | Test            | Test          | Eric Simonson                 |
| 2018, in der fünften Behandlungswoche, ist Bergman schockiert zu erfahren, dass Cruz sich plötzlich nicht mehr an einen Scherz erinnern kann, den er mit Shrier und Lesky einer Bedienungskraft gespielt hatten. Auch erinnert er sich nicht an Leskys Tod, den er in der vorherigen Woche detailliert beschrieben hatte. Belfast missachtet Bergmans Alarm und ihm rutscht heraus, dass der Erfolg der Medikationen bedeutet, dass diese Soldaten dazu befähigt werden, neu eingesetzt zu werden. 2022 nähert sich Carrasco der Mutter von Walter Cruz, Gloria, von der er Audioaufnahmen von Walters Behandlungssitzungen mit Bergman erhält. Bergman ist schockiert zu hören, dass sie die Aufnahmen an Gloria geschickt hatte, und erzählt dem unter dem Namen Hunter auftretenden Belfast, dass sie Homecoming aufsuchen müsse, um Belfast zu finden. Er besteht darauf, sie zu begleiten. |           |                 |               |                               |
| 8 | 8         | Protokoll       | Protocol      | Eli Horowitz                  |
| 2022 wird Carrasco von seiner Vorgesetzten Pam dafür gescholten, mit der Untersuchung des Homecoming-Protokolls Zeit verschwendet zu haben. Darüber wütend, bricht er in die wegen Renovierung geschlossenen Homecoming-Büros ein. Währenddessen erforschen Bergman und Belfast ein angrenzendes, architektonisch ähnliches Bürogebäude, welches Bergman fälschlicherweise für den früheren Ort ihrer Beschäftigung hält. Bergman realisiert, dass sie dort nie zuvor gewesen ist, und fühlt sich deshalb nur noch verlorener. Durch das Fenster des anderen Gebäudes sieht Carrasco Bergman und Belfast zusammen. Genau in dem Moment hört Bergman den lauten Schrei eines Pelikans, wodurch sie sich wieder an Belfast erinnern kann. Sie rennt von ihm weg, während Carrasco sie verfolgt. Belfast beschimpft und erniedrigt Carrasco, was Bergman so sehr aufregt, dass sie ihn in einen Springbrunnen stößt. Bergman verlässt das Areal mit Carrasco. |           |                 |               |                               |
| 9 | 9         | Arbeit          | Work          | Micah Bloomberg               |
| 2022 versucht Bergman, in ihrer Rolle bei Homecoming einen Sinn zu erkennen. Carrasco gibt die Beschwerde über Homecoming, basierend auf den jüngst darüber gewonnenen Erkenntnissen, an einen Ermittler des Verteidigungsministeriums weiter, aber seine Vorgesetzte ruft bei Geist an. 2018, in der sechsten Behandlungswoche, regt sich Bergman darüber auf, dass Cruz explizit über seinen erneuten Einsatz und seine Hoffnung spricht, wieder mit Shrier zusammenzukommen (der allerdings in eine psychiatrische Einrichtung verlegt wurde) und mit Lesky, dessen Tod er nicht mehr im Gedächtnis hat. Sie nimmt Cruz mit zu einem weiteren Mittagessen in der Cafeteria und isst mit ihm zusammen, obwohl das Essen mit der für Woche 6 vorgesehenen, hohen Dosis an gedächtnislöschenden Drogen versetzt ist. |           |                 |               |                               |
| 10 | 10        | Stopp           | Stop          | Eli Horowitz, Micah Bloomberg |
| 2018 verlässt Bergman das Homecoming-Gebäude und nimmt dabei die Aufnahmen ihrer Sitzungen mit, nachdem sie Cruz entgegen Belfasts Wünschen behandelt hat. Durch die Extradosis des für Woche 6 vorgesehenen Essens ist Cruz nun dienstunfähig, Bergman verliert ihr Gedächtnis. Ein Homecoming-Angestellter fälscht im Computer Daten, um es so aussehen zu lassen, als ob Cruz wegen gewalttätigen Fehlverhaltens nach Hause und Bergman ins Krankenhaus geschickt worden sei. 2022 wird Belfast konfrontiert mit seinem Streit mit Carrasco im Homecoming-Center und mit dessen Eskalation der Beschwerde. Dabei kriegt Belfast Panik und schlägt vor, dass Geist Bergman durch die Behauptung zu einem Sündenbock machen könnte, sie sei eine problematische Mitarbeiterin gewesen. Belfasts Verwaltungsangestellte Audrey wurde indes zu seinem neuen Chef ernannt und informiert ihn, dass er derjenige ist, der zum Problemmitarbeiter erklärt wird. Bergman fährt in das Städtchen Fish Camp in Kalifornien, wo Cruz im Teenageralter zu einer unvergesslichen Tour aufgebrochen war. In einem Schnellrestaurant sieht sie ihn, spricht kurz mit ihm und erfährt, dass er dort unbeschwert lebt und sich offensichtlich nicht an sie erinnern kann. In einer Szene nach dem Abspann sieht man Belfast im Beisein von Audrey beim Unterzeichnen eines Dokuments, mit dem er die Schuld im Falle jedweder Ermittlungen auf sich nimmt. Nach dem Verlassen des Raums wird Audrey ängstlich und reibt sich die gedächtnislöschende Droge auf ihre Handgelenke. |           |                 |               |                               |